# سلطان مهدی
علاءالدین ابوسعید سلطان مهدی  (مقتول در ۷۹۵ هجری قمری) از شاهزادگان آل مظفر و پسر شاه شجاع بود. 

## زندگی‌نامه
شاه شجاع حکومت گرمسیر فارس را بدو سپرد. پس از وفات شاه شجاع در سال ۷۸۶ هجری، عمویش عمادالدین سلطان احمد که فرماندار کرمان بود، او را در نبردهای قدرت در حمایت خود گرفت و دختر خویش را به او داد و مادرش را به زنی گرفت. در واقعات سال ۷۹۵هجری که شاه منصور  مظفری از تیمور شکست خورد و کشته شد، سلطان مهدی در کرمان بود و همراه با عمش سلطان احمد به شیراز رفت. تیمور جمیع شاهزادگان ذکور آل مظفر را به اصفهان کوچ داد و در سال ۷۹۵ جمیع آنان به فرمان تیمور در قمشه کشته شدند و سلطان مهدی در آن واقعه جان باخت.